# TBS (canal de televisão dos Estados Unidos)
TBS (Turner Broadcasting System; em português: Sistema de Radiodifusão Turner) e antes chamado como TBS Veryfunny (estilizado como tbs) é uma rede de televisão cabo norte-americano de propriedade da Turner Broadcasting System, lançado em 17 de dezembro de 1976.
O canal foi originalmente conhecido como "WTCG", uma rede de televisão UHF terrestre que transmitia a partir de Atlanta, Geórgia, durante o final de 1970. WTCG supostamente ficou para "assistir a este canal de crescer" (embora o "TCG" oficialmente representava Turner Communications Group, o precursor de Turner Broadcasting System).
O canal apresenta uma grande variedade de programas relacionados a comédia casual.